# Under Byen

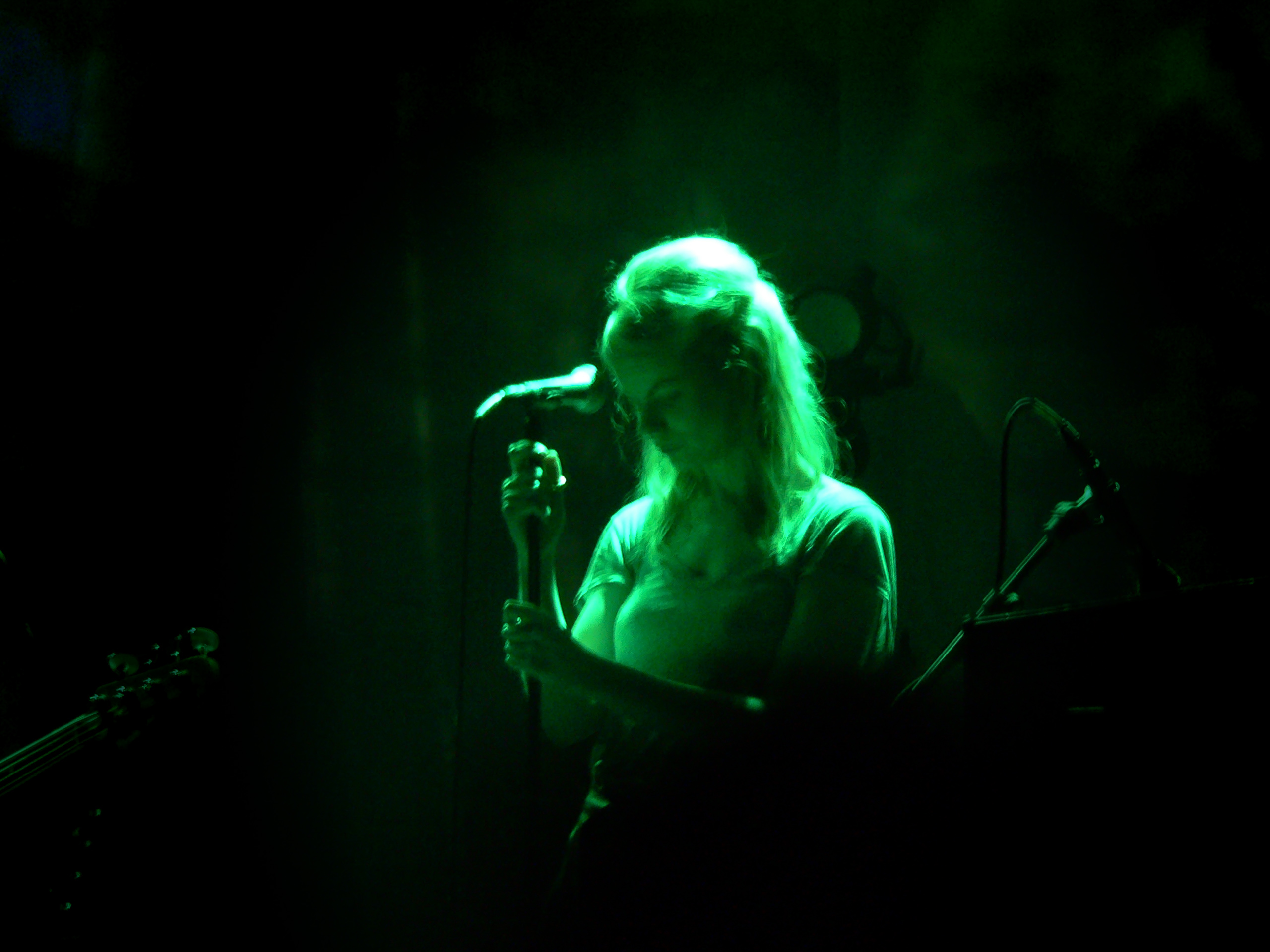
Under Byen; Kopenhagen; 2006

Under Byen [ˌonˀɐ 'b̥yˀən] ist eine dänische Musikgruppe, die 1995 von Katrine Stochholm und Henriette Sennenvaldt gegründet wurde. 

## Geschichte
Under Byen (Dänisch für "Unter der Stadt") ist für die Produktion ihrer eigenen unorthodoxen Interpretation von Rockmusik bekannt. Sie benutzen keine Gitarren, dafür wird ihre Musik von Klavier, Cello, Geige, elektronisch verzerrter Singender Säge, elektronischer Orgel, Schlagzeug und Perkussion dominiert. Weiterhin tauchen in ihrer Musik immer wieder Elemente der Jazz- oder klassischen Musik auf sowie Elemente der traditionellen dänischen Volksmusik. Ein weiterer wichtiger Teil der Musik sind die poetischen dänischen Texte, die von weiblichen Stimmen vorgetragen werden.
Ihr Debütalbum Kyst (Dänisch für Küste) beeindruckte viele Kritiker. Die Band wurde dafür gelobt, ihren eigenen Stil und Klang erschaffen zu haben. Ihr zweites Album Det er mig der holder træerne sammen (2002) (Dänisch für "Ich bin es, der die Bäume zusammenhält") wurde ähnlich hoch gelobt und wurde zum Aushängeschild der Band. 2004 wurde es auch im dänischen Ausland veröffentlicht.
2006 veröffentlichte die Band das Album Samme stof som stof ("Derselbe Stoff wie Stoff"), das erneut die Kritiker aufmischte.
Obwohl Under Byen weit davon entfernt ist, ein allgemeiner Erfolg zu sein, entstand nach dem Erscheinen des zweiten Albums und durch ihre intensiven Liveauftritte eine ergebene Fangemeinde.
Die Einflüsse auf die Musik von Under Byen sind sehr vielfältig. Henriette Sennenvaldt, die Leadsängerin, wird einem Zitat zufolge von Straßenverkehr inspiriert. Wenn man Kyst ein Thema zusprechen kann, dann ist es Wasser und Häfen. Musikalische Einflüsse werden nur sehr selten direkt verwendet, aber die Bandmitglieder haben bei mehreren Gelegenheiten ihre Vorliebe für Musik von Künstlern wie Stina Nordenstam, Björk, Tori Amos, Sigur Rós, Tom Waits, Mogwai, Mark Hollis und Talk Talk ausgedrückt.
Under Byen wurde 2000 für den dänischen Grammy nominiert.

## Mitglieder
- Henriette Sennenvaldt – Gesang, Songtexte
- Thorbjørn Krogshede – Komponist, Klavier, Orgel, Bassklarinette
- Nils Gröndahl – Geige, Singende Säge, Hawaii-Gitarre, eine Vielzahl von Gitarren-Effekten
- Morten Larsen – Schlagzeug
- Sara Saxild – Bass
- Stine Sørensen – Schlagzeug, Percussion
- Morten Svenstrup – Cello
- Anders Stochholm – Percussion, Akkordeon, Harmonika, Gitarre (spielt nicht live)

## Diskografie
- 1997: Puma (EP)
- 1998: Veninde i vinden (Single)
- 1999: Kyst (Album)
- 2001: Remix (Minialbum)
- 2002: Det er mig der holder træerne sammen (Album)
- 2003: 2 ryk og en aflevering (Soundtrack)
- 2004: Live at Haldern Pop (EP)
- 2004: Remix 2 (Minialbum)
- 2006: Samme stof som stof
- 2008: Siamesisk (EP)
- 2008: Remix 3 (12")
- 2010: Alt er Tabt (Album)
- 2013: Protokol (Album live)